# 下山田駅
下山田駅（しもやまだえき）は、かつて福岡県山田市（現・嘉麻市）下山田463番地に設置されていた、九州旅客鉄道（JR九州）の駅である。
日本国有鉄道（国鉄）の駅として設置され、上山田線と漆生線が乗り入れていた。JR九州に継承されたのち、上山田線の廃止に伴い1988年（昭和63年）9月1日に廃駅となった。

## 歴史
- 1898年（明治31年）2月8日：九州鉄道の駅として開業[1]。
- 1907年（明治40年）7月：九州鉄道の国有化に伴い、国鉄の駅となる[1]。
- 1909年（明治42年）10月：若松駅 - 上山田駅間が筑豊本線とされ、同線の駅となる。
- 1929年（昭和4年）12月：飯塚駅 - 上山田駅間を上山田線として、筑豊本線から分離。それにより当駅も上山田線の駅となる。
- 1966年（昭和41年）3月10日：漆生線が当駅まで開通し、線路名称上の接続駅となる。
- 1970年（昭和45年）10月1日：貨物の取り扱いを廃止[1]。
- 1974年（昭和49年）3月5日：業務委託駅となる[2][3]。
- 1986年（昭和61年）4月1日：当駅を終着駅とした漆生線が、全線廃止となる。
- 1987年（昭和62年）4月1日：国鉄分割民営化により、国鉄からJR九州へ承継[1]。
- 1988年（昭和63年）9月1日：上山田線の全線廃止に伴い、廃駅となる[1]。

## 駅構造
単式ホーム1面1線を有する駅であり、業務委託駅として営業していた。木造駅舎を併設する駅であり、石炭の積み出しも行っていた。前述した駅舎はこの当時に建てられたものであった。なお、線路名称上は当駅が上山田線と漆生線の分岐駅として扱われていたが、実際は当駅から1.7 km飯塚寄りの嘉穂信号場で分岐しており、漆生線の列車はすべて上山田線の上山田駅方面へ直通運転していたため、中間の駅としての役割しかもっていなかった。

## 輸送量・収入
| 年度 | 旅客（人） | 貨物量（トン） | 旅客収入（円） | 貨物収入（円） |
| ---- | ---------- | -------------- | -------------- | -------------- |
| 1924 | 104,704    | 216,692        | 21,514         | 291,296        |
| 1928 | 164,548    | 372,972        | 34,993         | 503,639        |
| 1931 | 115,323    | 316,387        | 24,717         | 433,952        |
| 1935 | 141,824    | 541,612        | 36,160         | 751,639        |

- 福岡県統計書各年度版より

## 駅周辺
- 梅林公園
- 嘉麻市立下山田小学校
- 下山田郵便局

## 現状
跡地は公園となっている。

## 隣の駅
九州旅客鉄道（JR九州）
上山田線
大隈駅 - （嘉穂信号場） - 下山田駅 - 上山田駅
日本国有鉄道
漆生線
才田駅 - （嘉穂信号場） - 下山田駅